# 東経143度線
東経143度線（とうけい143どせん）は、本初子午線面から東へ143度の角度を成す経線である。北極点から北極海、アジア、太平洋、オーストラレーシア、インド洋、南極海、南極大陸を通過して南極点までを結ぶ。東経143度線は、西経37度線と共に大円を形成する。

## 通過する地域一覧
東経143度線は、北極点から南極点まで南に向かって以下の場所を通っている。
| 地理座標                                               | 国土・領土・領海   | 備考 |
| ------------------------------------------------------ | ------------------ | --- |
| 北緯90度0分 東経143度0分 / 北緯90.000度 東経143.000度  | 北極海             | |
| 北緯75度49分 東経143度0分 / 北緯75.817度 東経143.000度 | ロシア             | ノヴォシビルスク諸島・ファデエフスキイ島、ゼム・ブンゲ |
| 北緯74度53分 東経143度0分 / 北緯74.883度 東経143.000度 | 東シベリア海       | サンニコフ海峡 |
| 北緯73度42分 東経143度0分 / 北緯73.700度 東経143.000度 | ロシア             | ノヴォシビルスク諸島・大リャーホフスキー島（英語版） |
| 北緯73度12分 東経143度0分 / 北緯73.200度 東経143.000度 | 東シベリア海       | ドミトリー・ラプテフ海峡（英語版） |
| 北緯72度42分 東経143度0分 / 北緯72.700度 東経143.000度 | ロシア             | |
| 北緯59度19分 東経143度0分 / 北緯59.317度 東経143.000度 | オホーツク海       | |
| 北緯53度38分 東経143度0分 / 北緯53.633度 東経143.000度 | ロシア             | 樺太 |
| 北緯50度0分 東経143度0分 / 北緯50.000度 東経143.000度  | 南樺太             | 樺太（ ロシアが実効支配） |
| 北緯49度9分 東経143度0分 / 北緯49.150度 東経143.000度  | オホーツク海       | |
| 北緯47度16分 東経143度0分 / 北緯47.267度 東経143.000度 | 南樺太             | 樺太（ ロシアが実効支配） |
| 北緯46度36分 東経143度0分 / 北緯46.600度 東経143.000度 | オホーツク海       | |
| 北緯44度33分 東経143度0分 / 北緯44.550度 東経143.000度 | 日本               | 北海道: — オホーツク総合振興局 — 上川総合振興局（北緯43度56分 東経143度0分 / 北緯43.933度 東経143.000度から） — 十勝総合振興局（北緯43度32分 東経143度0分 / 北緯43.533度 東経143.000度から） — 日高振興局（北緯42度22分 東経143度0分 / 北緯42.367度 東経143.000度から） |
| 北緯42度5分 東経143度0分 / 北緯42.083度 東経143.000度  | 太平洋             | パプアニューギニア・アウア島（英語版）（南緯1度28分 東経143度2分 / 南緯1.467度 東経143.033度）の西を通過 パプアニューギニア・ウブル島（英語版）（南緯1度44分 東経142度52分 / 南緯1.733度 東経142.867度）の東を通過                                                      |
| 南緯3度21分 東経143度0分 / 南緯3.350度 東経143.000度   | パプアニューギニア | |
| 南緯9度7分 東経143度0分 / 南緯9.117度 東経143.000度    | 珊瑚海             | トレス海峡 — オーストラリア・クイーンズランド州・トレス海峡諸島を通過 |
| 南緯11度56分 東経143度0分 / 南緯11.933度 東経143.000度 | オーストラリア     | クイーンズランド州 ニューサウスウェールズ州（南緯29度0分 東経143度0分 / 南緯29.000度 東経143.000度から） ビクトリア州（南緯34度41分 東経143度0分 / 南緯34.683度 東経143.000度から）                                                                                     |
| 南緯38度37分 東経143度0分 / 南緯38.617度 東経143.000度 | インド洋           | オーストラリア当局は当海域が南極海の一部である旨を主張している[1][2] |
| 南緯60度0分 東経143度0分 / 南緯60.000度 東経143.000度  | 南極海             | |
| 南緯66度57分 東経143度0分 / 南緯66.950度 東経143.000度 | 南極大陸           | オーストラリア南極領土 - オーストラリアが領有権主張 |